# Ophtalmoplon nigricorne
Ophtalmoplon nigricorne är en skalbaggsart som beskrevs av Dilma Solange Napp och Martins 1985. Ophtalmoplon nigricorne ingår i släktet Ophtalmoplon, och familjen långhorningar. Inga underarter finns listade i Catalogue of Life.